# Борова губа
Борова губа или копитница (lat.Fomitopsis pinicola) представља једну од најуочљивијих и најчешћих врста гљива у четинарским шумама северне Земљине хемисфере. Сапрофитна ређе паразитска врста. Настањује се на мртвом четинарском дрвећу, на усправном и положеном сувом деблу или на пањевима. Поред четинара ретко се среће и на лишћарима. У шумарству се сматра великом штеточином је изазива трулеж срчике стабла. Присутна је током читаве године, а нарочито је бројна током зимског периода.

## Опис плодног тела
Плодно тело је конзоласто, ширине 5—25 (40) cm, дебљине 5—10 (20) cm. Горња страна је црвенкаста само код младог примерка док је иначе сиве или боје угља са црвенкасним таласстим рубом. Друге карактеристике плодног тела су грбавост, непостојање сјаја, смолавост. С доње стране поре (4—6 комада по 1 mm) су у младости крем боје, а касније добију неку од нијанси браон боје. На порама ии рубу у току раста могу се видети гутационе капи. Углавном су копитастог облика. Широко прирастају уз супстрат. Тело је тврдо и жилаво. Месо је беличасто. Укус је горак, а мирис киселкаст (неке подсеча на мирис свежег листа дувана).

## Микроскопија
Споре су издужено елиптичне, глатке, ушиљене, хијалине, неамилоидне, димензија 6—8,5 x 3—4,5 µm.

## Отисак спора
Отисак спора је беле боје.

## Јестивост
Борова губа није јестива врста гљиве, али није ни отровна.

## Галерија
- млада примерак борове губе
- Групни раст
- Гутационе капи
- Fomitopsis pinicola
- Копитаст облик плодног тела
- Борова губа

## Сличне врсте
Сличне врсте су Ganoderma tsugae и Heterobasidion annosum. Од прве се разликује по коензистенцији плодног тела које је дрвенасто, а не мекано и плутасто. Друга има више браон него црно плодно тело.